# Sabran (Gard)
Sabran és un municipi francès, situat al departament del Gard i a la regió d'Occitània.